# Таймырский угольный бассейн
Таймы́рский у́гольный бассе́йн — один из угольных бассейнов России, находится на территории Красноярского края, на Таймырском полуострове, известен с 1843 года. Площадь бассейна 80 тыс. км², прогнозные ресурсы — 185 млрд т угля. Количество угольных пластов мощностью от 1 до 12 метров достигает нескольких десятков. Часть угля пригодна для коксования и технологического использования, остальные относятся к энергетическим. Перспектива освоения бассейна ограничена по причине его значительной удаленности от потребителей.

## Освоение
Отступление льдов вследствие глобального потепления открыло новые возможности по промышленному освоению российской Арктики. Одним из таких проектов стала разработка запасов Таймырского угольного бассейна. От успеха этого плана зависит в том числе выполнение указа Владимира Путина от 7 мая 2019 года об увеличении грузооборота по Северному морскому пути с 17 млн до 80 млн тонн к 2024 году.

## Проблемы экологии
Представители WWF Россия критически отзываются о планах добычи угля на Таймыре:
Несмотря на протесты экологов, «Востокуголь» начал разработку месторождения открытым способом.
Кроме того, освоение Сырадасайского угольного месторождения на Таймыре в 2015 году планировала компания «Северная звезда» (входит в холдинг AEON).
Особую опасность для экологии представляет промышленная деятельность в районе бухты Медуза и строительство угольного портового терминала «Чайка» вблизи посёлка Диксон.

## Комментарии
1. ↑  В 2018 году Владимир Путин своим указом распорядился увеличить грузопоток по Северному морскому пути до 80 млн тонн ежегодно[2]
2. ↑   В октябре 2019 года на встрече во Владивостоке было подписано стратегическое соглашение между Россией и Индией о поставке коксующегося угля с Таймыра[2].
3. ↑  Несмотря на то, что «Востокуголь» получил лицензию только на геолого-разведочные работы, компания начала добычу в районе бухты Медуза и ведет отгрузку угля через построенный вблизи бухты портовый терминал «Чайка». За это нарушение московский суд наложил на компанию штраф в размере 600 млн руб.
4. ↑  Вблизи бухты Медуза располагаются залежи антрацита (на илл.). В самой бухте традиционно гнездятся перелетные птицы, в том числе шесть редких видов, занесенных в Красную книгу. В июле 2019 года Минприроды более чем вдвое сократило размер буферной зоны, в пределах которой запрещена добыча полезных ископаемых и сопутствующее строительство (на илл.). Это решение формально снимает ограничение на добычу антрацита и строительство портового терминала. Природоохранная организация Гринпис обратилась к генпрокурору России с жалобой на действия Минприроды[2].